# شرکت اسلحه‌سازی برونینگ
شرکت اسلحه‌سازی برونینگ (به انگلیسی: Browning Arms Company) سازنده انواع سلاح گرم و سرد٬ کمان و قلاب ماهی‌گیری است که از سال ۱۹۲۷ در یوتا آمریکا به فعالیت مشغول است.